# Cho Nam-Joo
Cho Nam-Joo (geboren 1978 in Seoul, Südkorea) ist eine südkoreanische Autorin.

## Leben
Cho wuchs in einem armen Viertel in einem Außenbezirk der südkoreanischen Hauptstadt Seoul auf. Sie beschreibt ihre Familie als emotional und finanziell instabil. Bereits als Kind las Cho gern. Da aber der Betrieb öffentlicher Bibliotheken kaum funktionierte und kein Geld zum Kauf von Büchern übrig war, las sie in den wenigen Büchern ihrer Geschwister immer wieder dieselben Geschichten. Früh begann zu Cho zu schreiben, sie hielt ihre Ängste und Gefühle in Tagebüchern fest, die sie den Kindern ihrer Klasse zu lesen gab. Cho machte einen Abschluss am Department of Sociology der Ewha Womens University. Später war sie zehn Jahre lang als Drehbuchautorin für das Fernsehen tätig. In dieser Zeit zog sie außerdem ihr Kind groß. Internationale Bekanntheit erlangte sie durch ihren dritten Roman Kim Jiyoung, Born 1982, den sie in wenigen Monaten Ende 2015 verfasste. Dieser gibt teilweise ihre eigenen Erfahrungen als Frau in Südkorea wieder. Weder Cho, noch ihr Lektorat erwarteten den großen Erfolg des Buches. Der Roman regte in Südkorea die Debatte über Gleichberechtigung der Geschlechter und Diskriminierung von Frauen an. Kim Jiyoung, geboren 1982 wurde bisher in 18 Sprachen übersetzt und in 19 Ländern insgesamt über eine Million Mal verkauft. 2019 wurde der Roman verfilmt, mit Jeong Yu-mi und Gong Yoo in den Hauptrollen.
Abgesehen von ihren zwei vorherigen Veröffentlichungen, einem Roman über einen Jungen mit einer Inselbegabung und einen über das Leben in einem Armutsviertel von Seoul, war sie bis dahin in der Literaturszene des Landes nahezu unbekannt.
Cho lebt mit ihrer Familie in Seoul.

## Werke (Auswahl)
- 고마네치를 위하여 Go Mannechireul uihayeo, 2016
  - Wo ich wohne, ist der Mond ganz nah, deutsch von Jan Henrik Dirks‚ Kiepenheuer & Witsch, Köln 2024, ISBN 978-3462005837

- 82년생 김지영, 2016
  - Kim Jiyoung, geboren 1982, deutsch von Ki-Hyang Lee‚ Kiepenheuer & Witsch, Köln 2021, ISBN 978-3462053289

- 우리가 쓴 것 Uriga Sseun Geot, 2021
  - Miss Kim weiß Bescheid, deutsch von Inwon Park, Kiepenheuer & Witsch, Köln 2022, ISBN 978-3-462-00349-9

## Verfilmungen
- Kim Ji-young: Born 1982, Drehbuchadaption: Kim Do-young, Regie: Kim Do-young, Südkorea 2019